# Macintosh Retail Group
Macintosh Retail Group was een Nederlands detailhandelsbedrijf. De door het bedrijf geëxploiteerde winkelformules hadden in 2012 bij elkaar zo'n 1140 vestigingen in de Benelux-landen en het Verenigd Koninkrijk en ongeveer 11.300 medewerkers. Het hoofdkantoor stond op het bedrijventerrein Maastricht-Airport.
Op 22 december 2015 is uitstel van betaling verleend en op 30 december 2015 heeft de rechtbank in Maastricht het faillissement uitgesproken. Begin januari 2016 gingen ook diverse dochterbedrijven failliet. Sommige hiervan maakten later een doorstart.

## Activiteiten
De winkelformules van Macintosh waren gericht op fashion (mode): Brantano (België, Luxemburg en tot 2015 Verenigd Koninkrijk), Steve Madden (sinds 2011, in Nederland en België) en de ketens van de Hoogenbosch Retail Group (Nederland), sinds 1999 volledig eigendom van Macintosh. Hiertoe behoren Dolcis, Invito, Manfield en PRO 0031 (voorheen PRO Sport). 
Deze ketens richtten zich elk op een andere doelgroep; de nadruk ligt in de verschillende ketens van deze sector op schoenen, maar er worden ook tassen, kleding en mode-accessoires verkocht.
In 2012 werd de sector 'Fashion' gereorganiseerd: de indeling is voortaan in de eerste plaats per land, met een gezamenlijke inkoop, en niet per (al dan niet internationale) keten. Zo vormden Scapino Nederland en de andere ketens in Nederland samen Macintosh Fashion NL. Zij hadden een gezamenlijke webshop, Intreza geheten.

## Geschiedenis
Macintosh is ontstaan uit een samenwerking van de Nederlandse Staatsmijnen met het Britse Dunlop Rubber. Het Fonds voor Sociale Instellingen van de Staatsmijnen in Limburg had in 1929 en 1932 twee confectieateliers gesticht in de Westelijke- en Oostelijke Mijnstreek, respectievelijk in Geleen-Lutterade en Terwinselen. Deze hadden als doel om werkgelegenheid te creëren voor de vrouwen en de dochters van de mijnwerkers.
Na de Tweede Wereldoorlog gingen de ateliers samenwerken met Dunlop Rubber, en deze samenwerking leidde in 1949 tot het oprichten van het bedrijf Chas Macintosh Confectie N.V. Dit bedrijf werd genoemd naar Charles Macintosh, die in 1824 een regenjas op de markt had gebracht die dankzij het gebruik van rubber waterdicht was. Samen met uitvinder Thomas Hancock had hij dit tot een succesvol product ontwikkeld. Een eeuw later, in 1925, was hun bedrijf overgenomen door Dunlop.
Het Nederlandse Macintosh Confectie fuseerde in 1953 met Beijer Confectie Ateliers uit Stein, eveneens in de Limburgse Mijnstreek (in dit geval de Westelijke). Eind jaren 70 was het een van de grootste kleermakers van Europa geworden.
Vanwege de opkomende concurrentie met lagelonenlanden, werd echter besloten te specialiseren in de detailhandel, om te beginnen de detailhandel in kleding. Dit begon in 1971 met de keten van Superconfex-winkels in België, die in 1974 uitbreidde naar Portugal en in 1977 naar Spanje. In 1986 werd Kwantum overgenomen, gevolgd door Halfords in 1987. Daarmee was de basis gelegd voor de sectoren waarin het concern later werd verdeeld: mode, woonartikelen en mobiliteit. Ook latere acquisities vielen binnen deze productgroepen. 
Met de verkoop van Maconde, de grootste kledingproducent van Portugal, werd in 1993 de overgang van producent naar detailhandel voltooid. In 1999 werd het 175-jarige naamfeest van de Macintosh-regenjas en het 50-jarig bestaan van de vennootschap gevierd.
In de 21e eeuw liepen verschillende winkelformules van Macintosh minder goed. De directie besloot sindsdien om verschillende ketens weer af te stoten, waaronder de volledige sector 'Automotive & Telecom'.
Begin 2015 maakte Macintosh bekend zich uitsluitend op de Benelux te richten. De andere activiteiten worden beëindigd. De keten van schoenwinkels in het Verenigd Koninkrijk is de grootste activiteit die voor verkoop in aanmerking komt. Voor woonwinkel Kwantum wordt ook gezocht naar een nieuwe eigenaar. Als de verkoop van beide bedrijfsonderdelen is afgerond, wordt de omzet gehalveerd en blijft een bedrijf over met een omzet van zo’n 450 miljoen euro. Het personeelsbestand zal dan van 5600 fte naar ruim 3000 dalen.

### Faillissement
Macintosh vroeg in december 2015 uitstel van betaling aan. Op 22 december 2015 is uitstel van betaling verleend en op 30 december 2015 heeft de rechtbank het faillissement van Macintosh uitgesproken.
Macintosh telde nu nog meer dan 500 winkels en er werkten zo'n 5500 mensen in de Benelux. Het ging al jaren financieel slecht met de groep. De verkoop van diverse bedrijfsonderdelen leverde onvoldoende op; hoge schulden en de concurrentie van online winkels werden het bedrijf noodlottig. Schoenenwinkels Dolcis, Invito, Manfield en PRO Sport (die onder de dochterholding Hoogenbosch Retail Group BV vielen) werden op 5 januari 2016 failliet verklaard alsmede Macintosh E-commerce (Intreza.nl) en schoenmerk Steve Madden. Op 8 januari volgde Scapino. De winkels van deze ketens bleven voorlopig open.
Al snel werd bekend dat Scapino een doorstart zou maken met Ziengs als nieuwe eigenaar. De Autoriteit Consument en Markt (ACM) gaf in een spoedzitting voorlopige toestemming voor de overname. Voor de schoenenketen Brantano is ook een koper gevonden. BrandNew is de nieuwe eigenaar, dit is een samenwerkingsverband van de familie Torfs, eigenaar van de gelijknamige Belgische schoenenketen, Rens van de Schoor, de eigenaar van Miss Etam, en Dieter Penninckx, eigenaar van onder meer de kledingmerken Claudia Sträter en Expresso. Van Brantano gaan alle 130 winkels en de ruim 1100 medewerkers over naar BrandNew. De overnamesom is niet bekendgemaakt.
Eind januari 2016 werd bekend dat Manfield zou worden overgenomen door de Tilburgse branchegenoot Sacha, een dochteronderneming van de Termeer Groep. Van de zestig Dolcis-winkels werden er veertig gesloten, twintig gingen verder als filiaal van Nelson Schoenen.
Half februari 2016 bereikten de curatoren overeenstemming over de verkoop van de laatste drie winkelformules: Pro Sport ging naar de Pro Sport Holding, Invito en Steve Madden naar Highlands Holding.
In een rapport uit 2022 besluiten de curatoren dat Macintosh te traag reageerde op de grote omwentelingen in de markt, zoals de opkomst van webwinkels, maar ook het bestuur dat vasthield aan ambitieuze groeiplannen zorgde ervoor dat het bedrijf ten onder ging.

## Voormalige winkelformules
- Superconfex: in 2005 werden de winkels in België verkocht en werd de winkel met distributiecentrum in Stein gesloten. Kort hierna gingen de resterende winkels van deze keten ten onder, wat tot opschudding leidde: het personeel stelde dat Macintosh de keten niet aan een dubieuze zakenman had moeten verkopen.[12]
- BelCompany en Telefoonkopen.nl: in maart 2011 zijn deze ketens, die toen resp. 176 en 34 winkels telden, voor 120 miljoen euro overgenomen door Vodafone Nederland.[13][14]
- GP Décors (Frankrijk, gespecialiseerd in woningdecoratie): in juli 2012 overgenomen door de Franse verffabrikant Peintures Marius Dufour. Macintosh zag te weinig perspectief voor snelle groei van de keten. De overnamesom is niet bekendgemaakt, maar Macintosh leed een klein verlies van zo'n 1,5 miljoen euro op de verkoop.[15]
- Halfords: verkoop van fietsen en fiets- en autoaccessoires, van 1988 tot 2013 onderdeel van Macintosh. Per 30 juni 2013 werd Halfords verkocht aan directeur Peter Jan Stormmesand.[16] In Nederland had Halfords toen 136 winkels en in België 2 en er werkten 696 mensen.
- Scapino België: De 24 vestigingen zijn in augustus 2014 overgenomen door DFM Participaties en verdergegaan onder de naam The Fashion Market.[17] Een jaar later werd de keten door de Belgische fiscus failliet verklaard waardoor zo'n 100 mensen hun baan verloren.
- Nea International, dat gewrichtsondersteunende braces maakt, werd in april 2015 verkocht aan Ofa Bamberg.[18]
- De Britse schoenenwinkels, bestaande uit de ketens Brantano en Jones Bootmaker, werden op 27 oktober 2015 verkocht aan Alteri Investors, een gespecialiseerde belegger in Europese retail.[19] De netto verkoopopbrengst was 17 miljoen euro. De transactie leidde voor Macintosh tot een boekverlies van 53 miljoen euro.[19]
- In november 2015 vond Macintosh een koper voor de woonwinkelketen Kwantum.[20] Gilde Equity Management nam voor 28 miljoen euro de honderd Kwantumvestigingen over.[20] De verkoop leverde een bescheiden boekwinst van 1 miljoen euro op en vond plaats met terugwerkende kracht tot 1 januari 2015.[20]

## Resultaten
In de onderstaande tabel de belangrijkste financiële gegevens van Macintosh sinds 2007. Na 2010 staan de resultaten onder druk waardoor ook de solvabiliteit verslechtert. 
| Jaar | Netto-omzet | Bedrijfs- resultaat | Netto- resultaat | Solvabiliteit | Werknemers |
| ---- | ----------- | ------------------- | ---------------- | ------------- | ---------- |
| 2007 | 920,3       | 66,9                | 54,5             | 49,3%         | 9357       |
| 2008 | 1186,5      | 54,1                | 31,3             | 32,2%         | 12294      |
| 2009 | 1116,6      | 44,7                | 31,4             | 39,4%         | 11925      |
| 2010 | 1130,9      | 55,9                | 40,1             | 44,5%         | 11916      |
| 2011 | 875,2       | 31,6                | 98,9             | 57,6%         | 10822      |
| 2012 | 893,2       | 18,1                | -126,0           | 43,3%         | 10832      |
| 2013 | 822,1       | -1,0                | -12,1            | 39,4%         | 10743      |
| 2014 | 870,6       | -91,0               | -101,6           | 28,5%         | 10316      |